# Lucie Englisch

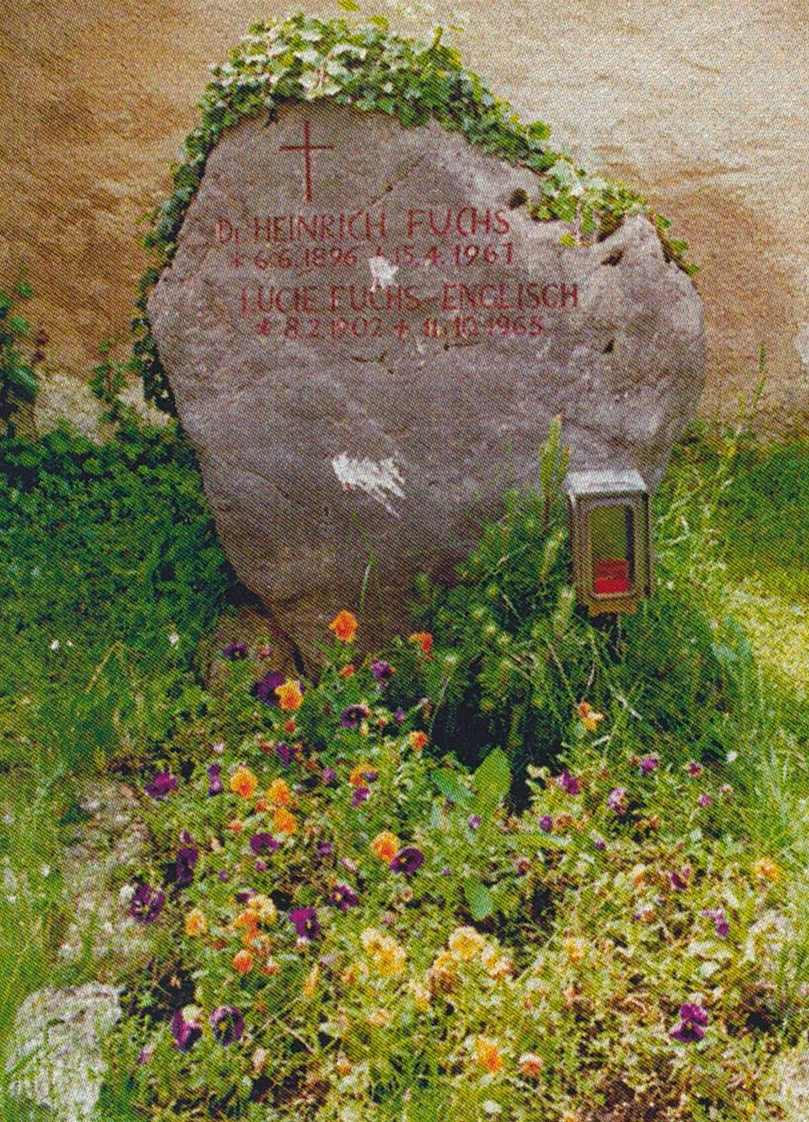
Tumba de Lucie Englisch

Lucie Englisch (8 de febrero de 1902 – 12 de octubre de 1965) fue una actriz de nacionalidad austriaca.

## Biografía
Nacida en Baden bei Wien, Austria, su verdadero nombre era Aloisia Paula Englisch. Hija de Ernst Englisch, un comerciante, y Theresia Huemer, fue alumna del Stadttheater Baden, donde utilizó el nombre Luisl, y en 1923, tras completar su formación en el Liceo de Viena debutó como actriz. Tras actuar en el Burgtheater, trabajó en otros escenarios vieneses, entre 1926 y 1928 en el Neuen Theater de Fráncfort del Meno y, a partir de 1928, en diferentes escenarios de Berlín.
Debutó en el cine en 1929, haciendo numerosos papeles cinematográficos y, más avanzada su carrera, también televisivos, siendo a menudo sus producciones de carácter cómico. Actuó con los cómicos Carl Schenstrøm y Harald Madsen (Pat und Patachon im Paradies), trabajó en comedias bávaras de Joe Stöckel y Beppo Brem (Wildwest in Oberbayern, Zwei Bayern in St. Pauli, Zwei Bayern im Urwald), y junto a Heinz Erhardt en Der letzte Fußgänger. También trabajó en películas del género Heimat en los años 1950, entre ellas Schwarzwaldmädel (con Sonja Ziemann) y Hubertusjagd (con Willy Fritsch).
Lucie Englisch estuvo casada con el director y dramaturgo Heinrich Fuchs (1896–1961), y tuvo un hijo, Peter Fuchs, nacido en 1933. Falleció el 12 de octubre de 1965 en Erlangen, Alemania, a causa de una enfermedad hepática. Fue enterrada junto a su esposo en el Cementerio de Westerbuchberg.

## Filmografía (selección)
- 1929 : Die Nacht gehört uns
- 1929 : Ruhiges Heim mit Küchenbenutzung
- 1931 : Die große Attraktion
- 1931 : Der unbekannte Gast
- 1931 : Mein Leopold
- 1932 : Die Gräfin von Monte Christo
- 1932 : Aus einer kleinen Residenz
- 1932 : Ballhaus goldener Engel
- 1933 : Die Unschuld vom Lande
- 1933 : Die kalte Mamsell
- 1935 : Ein falscher Fuffziger
- 1935 : Der Kampf mit dem Drachen
- 1935 : Der mutige Seefahrer
- 1935 : Der ahnungslose Engel
- 1936 : Der lachende Dritte
- 1936 : Wo die Lerche singt
- 1937 : Die Landstreicher
- 1937 : Die verschwundene Frau
- 1937 : Pat und Patachon im Paradies
- 1938 : Finale / Die unruhigen Mädchen
- 1938 : Kleines Bezirksgericht
- 1938 : Unsere kleine Frau
- 1938 : Immer wenn ich glücklich bin
- 1939 : Der ungetreue Eckehart
- 1939 : Madame Butterfly
- 1940 : Weltrekord im Seitensprung
- 1941 : Was geschah in dieser Nacht?
- 1941 : Tanz mit dem Kaiser
- 1942 : So ein Früchtchen
- 1942 : Drei tolle Mädels
- 1942 : Ein Zug fährt ab
- 1942 : Ein Walzer mit Dir
- 1943 : Fahrt ins Abenteuer
- 1944 : Spiel
- 1945 : Die Kreuzlschreiber
- 1950 : Es liegt was in der Luft
- 1950 : Der Theodor im Fußballtor
- 1950 : Schwarzwaldmädel
- 1951 : Wildwest in Oberbayern
- 1951 : Tanz ins Glück
- 1951 : Drei Kavaliere
- 1951 : Durch Dick und Dünn
- 1952 : Das weiße Abenteuer
- 1952 : Der eingebildete Kranke
- 1952 : Der Mann mit der Wanne
- 1952 : Mönche, Mädchen und Panduren
- 1953 : Maske in Blau
- 1953 : Die Nacht ohne Moral
- 1953 : Auf der grünen Wiese
- 1953 : Fiakermilli – Liebling von Wien
- 1953 : Tante Jutta aus Kalkutta
- 1954 : Der Engel mit dem Flammenschwert
- 1954 : … und ewig bleibt die Liebe
- 1955 : Die heilige Lüge
- 1955 : Oh – diese „lieben“ Verwandten
- 1955 : Seine Tochter ist der Peter
- 1955 : Liebe ist ja nur ein Märchen
- 1956 : Wo der Wildbach rauscht
- 1956 : Der Jäger vom Roteck
- 1956 : IA in Oberbayern
- 1956 : II-A in Berlin
- 1956 : Der Glockengießer von Tirol
- 1956 : Johannisnacht
- 1956 : Zwei Bayern in St. Pauli
- 1956 : Die Magd von Heiligenblut
- 1956 : Vater macht Karriere
- 1957 : Familie Schimek
- 1957 : Zwei Bayern im Urwald
- 1957 : Der Pfarrer von St. Michael
- 1957 : Ober, zahlen!
- 1957 : Hoch droben auf dem Berg
- 1957 : Der Wilderer vom Silberwald
- 1957 : Tante Wanda aus Uganda
- 1958 : Hallo Taxi!
- 1958 : Mein Schatz ist aus Tirol
- 1958 : Wehe, wenn sie losgelassen
- 1958 : Gräfin Mariza
- 1958 : Sag ja, Mutti
- 1959 : Herrn Josefs letzte Liebe
- 1959 : Hubertusjagd
- 1959 : Peter Voss – der Held des Tages
- 1960 : Der Held meiner Träume
- 1960 : Der letzte Fußgänger
- 1960 : Der Gauner und der liebe Gott
- 1961 : Frau Holle – Das Märchen von Goldmarie und Pechmarie
- 1961 : Drei weiße Birken
- 1962 : Zwei Bayern in Bonn
- 1962 : Der Komödienstadel (serie TV), episodio Graf Schorschi
- 1963 : Als ich beim Käthele im Walde war
- 1964 : Der Komödienstadel (serie TV), episodio Die Entwicklungshilfe